# Odon Thibaudier
Odon Thibaudier (Millery, 1º ottobre 1823 – Cambrai, 9 gennaio 1892) è stato un arcivescovo cattolico francese, prima vescovo ausiliare di Lione, poi vescovo di Soissons ed infine arcivescovo di Cambrai.

## Biografia
Membro di una famiglia abbastanza altolocata, era figlio di Nicolas. Dopo gli studi nei seminari di Saint Jodard et d'Alix, trascorsi sotto la guida dell'abate Noirot (che ebbe tra gli altri anche Federico Ozanam), inizia la carriera intellettuale che si protrarrà fino al 1859. Nominato vicario generale dell'arcidiocesi di Lione quando il vescovo Ginoulhiac subentrerà al cardinale Bonald quale titolare della diocesi, Thibaudier verrà poi nominato nel 1876 quale vescovo di Soissons, ove conoscerà l'opera e la figura di padre Léon Gustave Dehon, fondatore dei Sacerdoti del Sacro Cuore di Gesù. Nominato nel 1889 arcivescovo di Cambrai, vi morirà nel 1892.

## Arma
D'azzurro al Vangelo d'oro aperto, accostato a due spighe d'oro e accompagnato alla base di una foglia di vite d'argento (alias, di sinople), fruttato di due grappoli d'uva dello stesso, al capo d'oro alla croce con fiori

## Genealogia episcopale e successione apostolica
La genealogia episcopale è:
- Cardinale Scipione Rebiba
- Cardinale Giulio Antonio Santori
- Cardinale Girolamo Bernerio, O.P.
- Arcivescovo Galeazzo Sanvitale
- Cardinale Ludovico Ludovisi
- Cardinale Luigi Caetani
- Cardinale Ulderico Carpegna
- Cardinale Paluzzo Paluzzi Altieri degli Albertoni
- Papa Benedetto XIII
- Papa Benedetto XIV
- Papa Clemente XIII
- Cardinale Giovanni Francesco Albani
- Papa Pio VI
- Arcivescovo François de Pierre de Bernis
- Cardinale Jean-Baptist-Marie-Anne-Antoine de Latil
- Cardinale Louis-Jacques-Maurice de Bonald
- Arcivescovo Jean-Paul-François-Marie-Félix Lyonnet
- Arcivescovo Odon Thibaudier

La successione apostolica è:
- Arcivescovo François Xavier Gouthe-Soulard (1886)
- Arcivescovo Eudoxe-Irénée-Edouard Mignot (1890)